# Wolfgang Schüssel
Wolfgang Schüssel (Viena, 7 de junho de 1945) é um político austríaco democrata cristão. Foi Chanceler da Áustria de fevereiro de 2000 a janeiro de 2007.

## Vida
Schüssel estudou em uma bem-conhecida escola Católica para garotos em Viena chamada Schottengymnasium onde fez seu exame final (Matura) em 1963. Logo após, ele foi admitido na Universidade de Viena onde recebeu, em 1968, seu doutorado em Direito.
Schüssel foi secretário do grupo parlamentar do Partido Popular da Áustria (ÖVP) de 1968 a 1975. De 1975 a 1991, ele foi Secretário-Geral da Federação Austríaca de Negócios, uma sub-organização do Partido Popular Democrata Cristão.

### Ministro
Ele se tornou Ministro de Negócios Econômicos em 24 de abril de 1989 e um governo de coligação do Chanceler Franz Vranitzky (SPÖ) formado pelo Partido Social-Democrata da Áustria (SPÖ) e o ÖVP de Schüssel.
Em 22 de abril de 1995, no 30º Congresso do ÖVP, Schüssel foi eleito líder nacional.
Em 4 de maio de 1995, Wolfgang Schüssel foi empossado como Vice-chanceler e Ministro de Relações Exteriores do quarto governo de Franz Vranitzky. Manteve o posto no quinto governo de Vranitzky. Com a ascensão de Viktor Klima (SPÖ) à chancelaria austríaca, em 1997, Schüssel foi reempossado nos cargos.

### Chanceler
Em 4 de fevereiro de 2000, Schüssel foi empossado chanceler, após uma derrota nas eleições de 1999 na qual seu partido ficou em terceiro lugar. Conversas para manter a coligação com o SPÖ falharam, o que fez Schüssel negociar com o Partido da Liberdade da Áustria (FPÖ), de extrema-direita. Ele se tornou chanceler, apesar de seu partido ter ficado atrás de seu parceiro de coligação por apenas 415 votos.
O governo encabeçado por Schüssel foi, no seu início, mais controvertido desde 1945, graças à participação do FPÖ cujo líder na época era Jörg Haider. Apesar de Haider nunca ter sido membro de fato do governo Schüssel, a participação de seu partido foi muito criticada dentro e fora da Áustria.

#### Críticas
Entre 2000 e 2002 houve protestos semanais durante o Donnerstagsdemonstrationen (Demonstrações de Quinta-feira) através da cidade e das redondezas de Viena. A coligação com o Partido da Liberdade da Áustria e a várias políticas para alcançar o Nulldefizit (déficit zero) foram as principais motivações para os protestos.
O partido de Schüssel fez parte de todos os governos de 1945 a 1970, e de 1986 à atualidade, sendo que nunca foi excluído totalmente do poder. A tradicional parceria dos sociais representa que todos os maiores grupos do país seriam consultados antes de qualquer política ser realizada. Já que o ÖVP sempre representou os interesses dos fazendeiros, homens de negócio e funcionários públicos. Quando Schüssel chegou ao poder, ele rompeu com essa tradição com intuito de realizar reformas que ele achava ser mais urgentes, por isso do ressentimento com ele e seu governo.

#### Sanções internacionais
Os chefes de governo de outros 14 membros da União Europeia decidiram não cooperar com o governo austríaco, já que sentiram que o cordão sanitário contra as coalizões com partidos considerados de extrema direita havia sido quebrado. Por diversos meses, líderes de outras nações se recusaram a apertar as mãos dos membros do governo Schüssel. Na Áustria, o fato foi descrito como "sanções".
Aliados do governo acusaram a oposição social-democrata e o presidente Thomas Klestil pelas "sanções" impostas pelos 14 membros da UE. Já que o governo Schüssel foi o primeiro em 30 anos a ter um chanceler que não representasse o Partido Social-Democrata Austríaco (SPÖ). No período de 1945 a 2000, o SPÖ esteve no governo por 51 anos, liderando-o por 30 anos. As "sanções", então, seriam manobras dos opositores.
Em um patamar diplomático as então conhecidas "sanções" duraram meses, o governo austríaco e os outros 14 membros da UE procuraram buscar uma solução para o problema. Por conta de um princípio do Direito Internacional (retaliação diplomática num nível moderado é permitida - a lei não pode obrigar as pessoas a serem legais umas com as outras e a apertar-mãos) e não à Carta da UE, não se sabia qual posição tomar. Após dois meses, uma delegação com três estudiosos (die drei EU-Weisen) foi mandada à Áustria para examinar a situação política e determinar se as sanções dos 14 da UE poderiam ser levantadas.
Após o estudo, os líderes da UE abandonaram as "sanções" e retornaram à normalidade no verão de 2000, apesar de a coligação continuar imutável.